# Valdovina
Valdovina era una alquería hoy incorporada al casco urbano, que formaba parte del término municipal de Tomares (Sevilla).

## Descripción

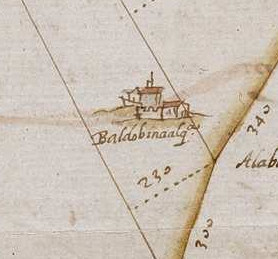
Imagen de Valdovina en el mapa de Obando de 1628

Se sitúa en la carretera de Bormujos, formando una pequeña aldea, en torno a la hacienda de su nombre,  en lo que en tiempos modernos se llama Venta Reyes.
En época musulmana se le denominaba 'Lobanina', topónimo de claras connotaciones mozárabes.
Tras la conquista castellana, Alfonso X, que le dio la actual denominación, reparte la alquería compuesta de 640 aranzadas, entre los soldados navarros procedentes de Tudela que participaron en la conquista de Sevilla, encabezados por miembros de la destacada familia burguesa de los Valdovin, entre los que se encontraban Martín y Ponce Valdovín.
Fue propiedad de la poderosa familia sevillana de los Cabrera. 
D. Pedro, Maestro de la Balanza de la Casa de la Moneda en tiempos de los Reyes Católicos, fue el fundador del mayorazgo de Torre de Palencia, con residencia en Valdovina.
Miguel Jerónimo, su heredero, caballero veinticuatro de Sevilla, se distinguió en las guerras de Italia y Flandes.
Destacamos entre sus descendientes, todos ellos sevillanos, a Pedro Luis, conquistador de Perú.
Antonio Luis, gobernador de la Isla Margarita (Venezuela), y Jerónimo Luis, Corregidor y Justicia Mayor de los Charcas y de Potosí; Gobernador del Tucumán en 1571 y fundador de Ica (Perú) y de la ciudad de Córdoba (Argentina). Es considerado como una de las figuras más ilustres de la conquista en Argentina.
En el siglo XVII, el mayorazgo pasa a la casa cordobesa de Guzmán,  en cuyo señorío permaneció Valdovina, hasta la desamortización a mediados del siglo  XIX.

## Situación actual
El edificio de la hacienda fue derribado en los años setenta del siglo pasado, y sus terrenos parcelados para formar una urbanización que lleva su nombre.
El crecimiento de Tomares en las últimas décadas ha provocado la incorporación de las viviendas de la antigua aldea, al casco urbano de Tomares.